# Anna Zajączkowska-Szczepanowska
Anna Zajączkowska-Szczepanowska (ur. 15 listopada 1910, zm. 15 października 1973) – polska kurierka i emisariuszka podczas II wojny światowej, znana jako trzecia kurierka "Ojczyzny". Była także znana pod pseudonimem "Siostra Zosi".

## Życiorys
Anna Beata Zajączkowska z domu Szczepanowska urodziła się w 1910 roku. Ukończyła konserwatorium we Lwowie oraz Seminarium Nauczycielskie w Krakowie. Przed II Wojną Światową w latach 1930-1931 pracowała jako nauczycielka rysunków i muzyki w eksperymentalnej szkole „Cisowy Dworek" Olgi Małkowskiej w Czorsztynie. W 1938 roku ukończyła studia psychologiczne na Uniwersytecie Poznańskim.
W 1931 roku poślubiła Jerzego Zajączkowskiego, urzędnika Banku Polskiego w Warszawie.

## Działalność konspiracyjna
W lutym 1940 roku, Anna Zajączkowska została zaprzysiężona do organizacji "Ojczyzna" przez Witolda Grotta, stając się trzecią kurierką zagraniczną tej organizacji. Grott powierzył Zajączkowskiej zadanie emisariuszki Rządu RP w Angers. Jej głównym zadaniem było nawiązywanie łączności kurierskiej między Główną Delegaturą Rządu RP dla ziem polskich wcielonych do III Rzeszy a Rządem RP na emigracji.
W lutym 1940 roku wyruszyła w misję kurierską z Warszawy do Paryża, podróżując przez Rumunię i Włochy. W trakcie krótkiego pobytu w Rzymie złożyła raport Maciejowi Loretowi, kierującemu tamtejszą placówką Ministerstwa Informacji i Dokumentacji. Do Paryża dotarła 7 marca 1940 roku, gdzie zgłosiła się do Ministra Spraw Zagranicznych Mieczysława Seydy i złożyła raport z misji.

## Po wojnie
Po zakończeniu wojny Anna Zajączkowska pozostała na emigracji. Początkowo utrzymywała się z produkcji sztucznych kwiatów, jednak z czasem kontynuowała karierę naukową. W 1955 roku obroniła doktorat na Uniwersytecie w Londynie, po czym została zatrudniona na tamtejszym Wydziale Psychologii. Była członkiem Medical Research Council oraz współpracowała z redakcją "Myśli Polskiej".
Anna Zajączkowska-Szczepanowska zmarła 15 października 1973 roku w Londynie.